# Tullimonstrum
El monstruo de Tully (Tullimonstrum gregarium) es un posible pero disputado vertebrado extinto relacionado con las lampreas hallado en Illinois (Estados Unidos). Es la única especie del género Tullimonstrum. Tenía el cuerpo blando y vivía en aguas costeras tropicales poco profundas de estuarios fangosos durante el periodo Carbonífero, hace unos 300 millones de años. El término "monstruo" se refiere a la apariencia extravagante de la criatura y al extraño plan corporal, y no a su tamaño, ya que los especímenes fósiles son en su mayoría de menos de 20 cm de longitud.

## Descripción
El monstruo de Tully tenía posiblemente un par de aletas similares a las de una sepia (aunque la fidelidad de la preservación de los fósiles de cuerpo blando hace que sea difícil de determinar), y una trompa larga provista de ocho dientes afilados pequeños con los que puede haber explorado activamente el fondo marino para atrapar pequeños animales y detritos comestibles en el fondo fangoso. Un tallo que sobresale de cada lado de la parte inferior del cuerpo hacia adelante puede haber tenido un ojo u otro órgano sensorial, pero esto es especulativo. Fue parte de la comunidad ecológica representada en un grupo inusualmente amplio de organismos de cuerpo blando encontrados entre el conjunto de fósiles denominado Mazon Creek, en el Condado de Grundy, Illinois.

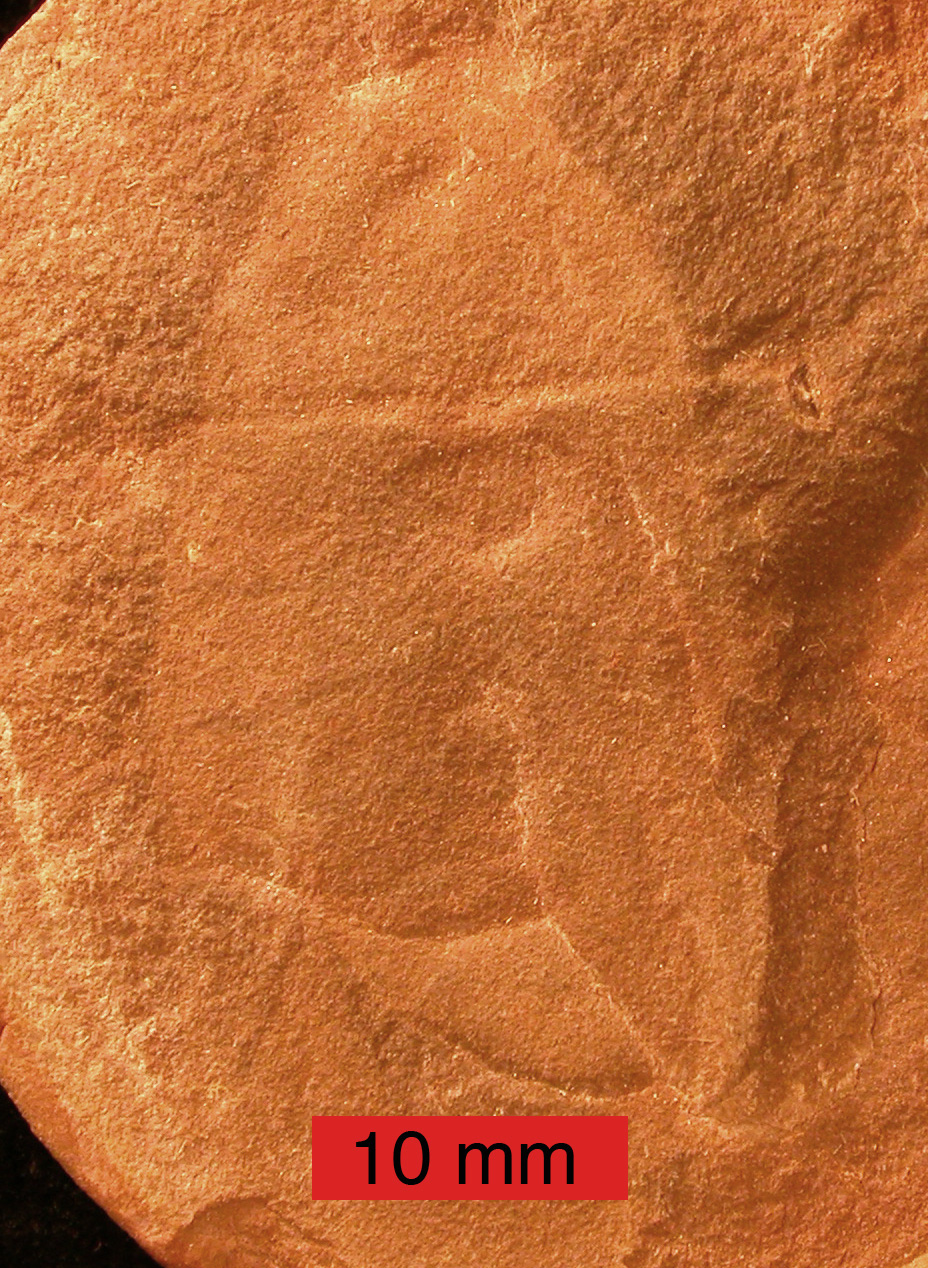
Tullimonstrum gregarium

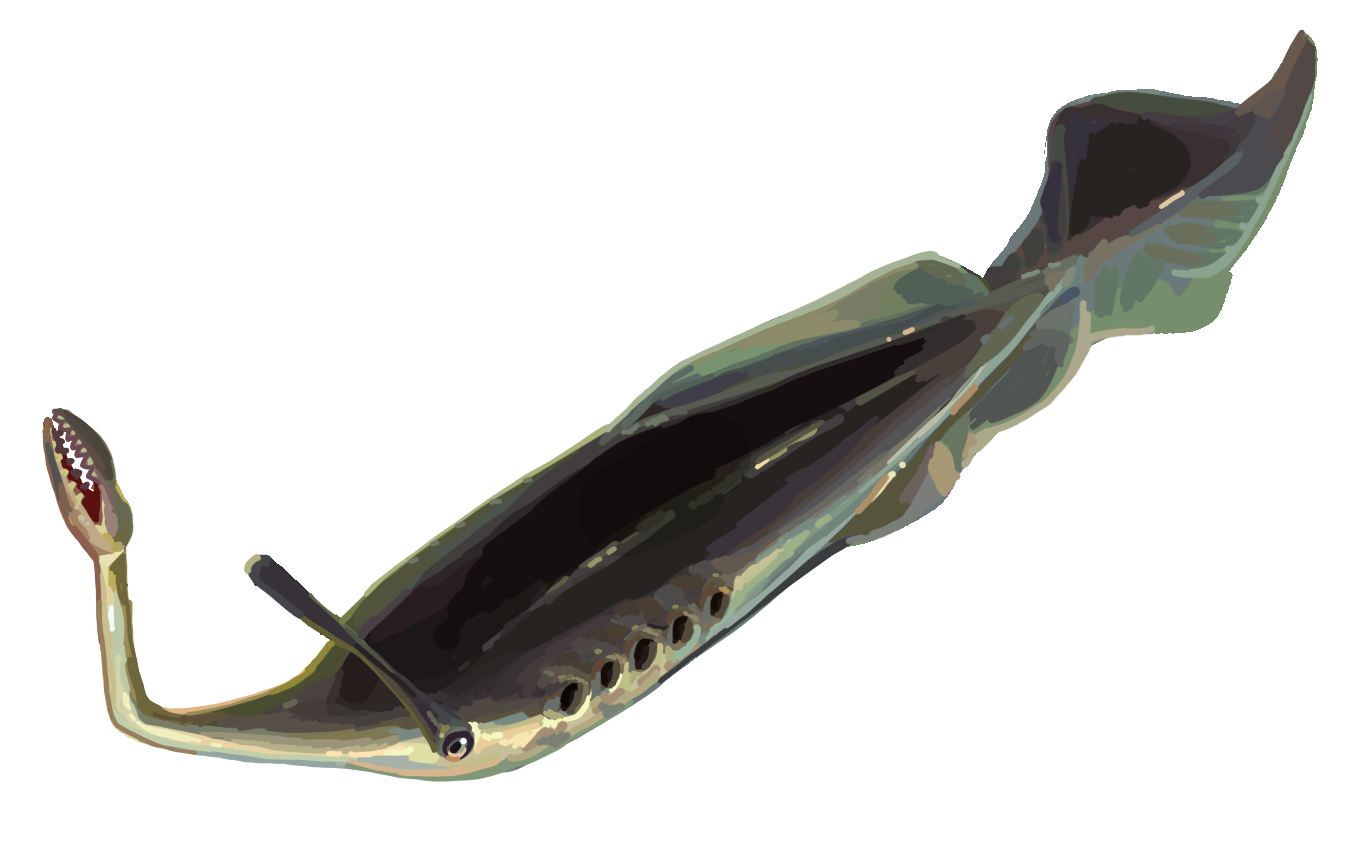
Reconstrucción especulativa de Tullimonstrum como un animal parecido a una lamprea

## Restos fósiles
La formación fosilífera de este sitio es inusual. Cuando las criaturas murieron, fueron rápidamente enterradas en terreno limoso. Las bacterias que empezaron a descomponer los restos animales y vegetales en el fango produjeron el dióxido de carbono en los sedimentos alrededor de los restos. El dióxido de carbono en combinación con el hierro de las aguas subterráneas en torno a los restos dio lugar a la formación de nódulos de siderita incrustantes (mineral de hierro), lo que creó un molde duro permanente del animal que poco a poco se fue deteriorando, dejando una película de carbono en el sedimento. Tullimonstrum fue hallado en una concreción en Mazon Creek (Carbonífero Superior).
La combinación de un enterramiento rápido y la rápida formación de siderita dio por resultado un excelente estado de conservación de los animales y plantas que terminaron en el lodo. Como resultado, los fósiles de Mazon Creek son uno de los yacimientos más importantes del mundo en cuanto a conjuntos fósiles.
El coleccionista amateur Francis Tully encontró el primero de estos fósiles en 1958. Llevó la extraña criatura al Museo Field de Historia Natural, pero los paleontólogos siguen dudando sobre a qué filo pertenece. En 1989 Tullimonstrum fue designado oficialmente el fósil del Estado de Illinois.

## Últimos descubrimientos
Un nuevo estudio, publicado en la revista Proceedings of the Royal Society B: Biological Sciences, afirma que esta criatura en realidad no poseía una columna vertebral, sino que se parece más a un pulpo o un calamar gigante, con lo cual se pone en duda lo que se sabía sobre Tully.
El más reciente trabajo, dirigido por los doctores Chris Rogers y Maria McNamara de la Universidad College Cork, analizó los químicos presentes en los ojos del animal y refutó esta hipótesis.
Los investigadores usaron un acelerador de partículas para determinar las proporciones de elementos en los ojos de la criatura y pudieron establecer una comparación con el antiguo Tullimonstrum.
Los resultados sugieren que la disposición de los melanosomas (pequeños órganos en los ojos del animal prehistórico) era mucho más parecida a la de los invertebrados modernos que al de los vertebrados.